# SOV38

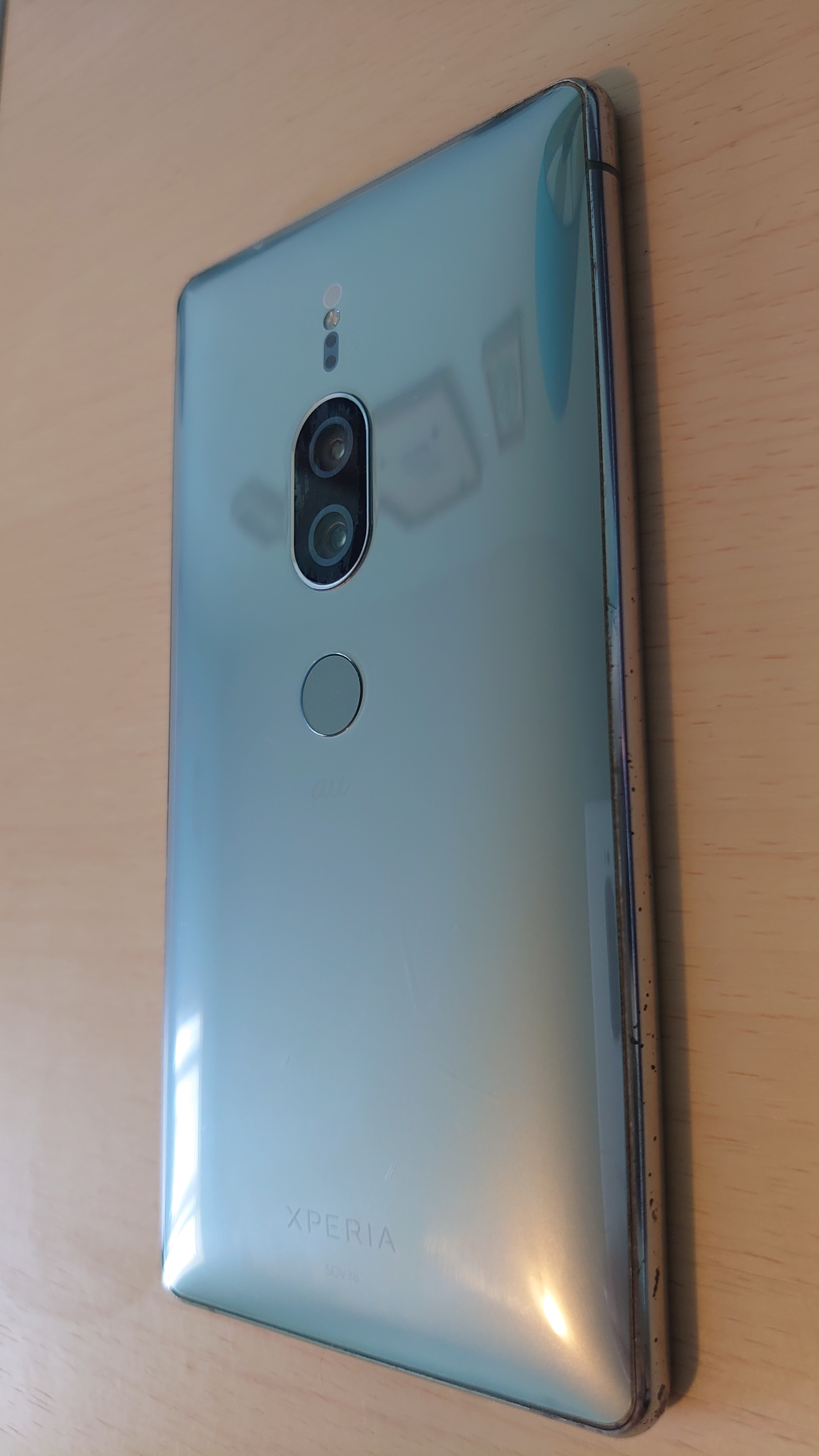
SOV38 (クロムシルバー) の背面。

Xperia XZ2 Premium SOV38（エクスペリア エックスゼットツープレミアム エスオーブイ サンハチ）は、ソニーモバイルコミュニケーションズによって開発された、KDDIおよび沖縄セルラー電話のauブランドで販売されていた第3.9世代移動通信システム（au 4G LTE/au VoLTE )、第4世代移動通信システム（au 4G LTE CA/WiMAX2+）対応スマートフォン。

## 概要
2018年8月10日に、XperiaブランドのPremiumシリーズとして初めてauブランドから発売された。
au直営店およびオンラインショップの販売価格は10万8000円。

## 特徴

### 外観
XZ2やXZ2 compactと同様にアンビエントフローデザインを採用し、背面を湾曲させて持ちやすさを向上させている。さらに、XZ1シリーズまで電源ボタン兼用だった指紋認証センサーを背面中央に移動している。前機種のXZ Premiumと同様に、背面は鏡面仕上げとなっている。

### カメラ
Xperiaシリーズとして初めてデュアルカメラを搭載し、ソニー内部のカメラ部門と共同で開発された（Motion Eye Dualカメラシステム）。下部のカラーセンサーとは別に上部にモノクロセンサーを搭載し、カラーセンサーの色データとモノクロセンサーの輝度データを画像融合プロセッサ「AUBE」によって合成している。2つのセンサー間の距離や個体ごとのセンサーの光軸のズレをAUBEに記憶させ、それをもとに処理を行う。これにより、発売時点で世界最高の静止画ISO51200,動画ISO12800を実現している。光の少ないところでは超高感度モードが起動し、ノイズを少なく保ちながらISOをさらに上げて撮影する。モノクロセンサーはカラーセンサーと同じセンサーサイズで画素数が少ない分取り込む光量が多く、夜間などの撮影に貢献する。また、世界で初めて4K HDRの撮影に対応し、「4K HDR動画を撮影して、そのまま再生できる世界初のスマートフォン。」と謳われている。

### ディスプレイ
XPERIAのZ5 Premium, XZ Premiumに引き続きSID規格に基づいた4Kディスプレイを採用している。同世代の他社製フラッグシップスマートフォンの多くがより縦長のアスペクト比に移行し、XZ2シリーズの他機種も18:9を採用する中で、本機種は16:9比率に留まった。これについて開発者は、XZ2/XZ2 compactはコミュニケーションツールに最適化して18:9を、本機種は視聴体験を重視して動画コンテンツで標準的な16:9を採用したとしている。HDRに対応するとともに、非HDRのコンテンツをHDRに近づけるHDRアップコンバート機能を搭載している。

### オーディオ
歴代XPERIAと異なり、3.5mmイヤホンジャックが非搭載となっている。これに合わせて、ソニーモバイルUSB Type-C™-3.5φ変換ケーブル01（TVアンテナ機能付）を同梱している。フロントステレオスピーカーを踏襲し、音量が向上している。イコライザーを内蔵し、さらにソニーの他の音響機器にも採用されているS-Force Front Surroundを設定できる。XZ2同様に３段階の強度に調整できるダイナミックバイブレーションがあり、専用の大型バイブレーションモーターをコンテンツの重低音に合わせて振動させることで没入感を高めている。

## 評価
本機種では前機種から様々な変化があり、なかでも236gの重量や背面の丸みによる滑りやすさ、中央付近に設けられた指紋認証センサーは不評な要素であった。これらの特徴がXZ2シリーズ全体に共通していることもあってか、2018年度のXperiaブランドはそれまでと比べても大幅な収益の落ち込みを記録した。